# Mienette van der Chijs

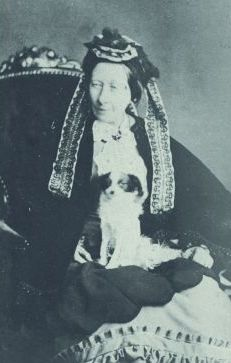
Mienette Storm-van der Chijs

Anna Maria Margaretha Mienette Storm-van der Chijs (* 26. August 1814 in Delft; † 1. Januar 1895 ebenda) war eine niederländische Weltreisende, Publizistin und Sozialreformerin.

## Leben
Mienette van der Chijs wurde am 26. August 1814 in Delft geboren. Sie war die Tochter des Kaufmanns Jacobus van der Chijs (1776–1833) und Anna Susanna Bagelaar (1778–1846). Sie war das jüngste Kind der Familie und die einzige Tochter. Die Familie war wohlhabend und gehörte zur Delfter Elite. Ihr Vater stammte aus einer renommierten Kaufmannsfamilie und handelte mit Tee, Butter und Käse, ihre Mutter war die Tochter eines Generals. Das Haus der Familie lag im Zentrum von Delft und die Eltern pflegten ein reges kulturelles und politisches Leben. So lernte Mienette van der Chijs bereits früh viele prominente Persönlichkeiten kennen. Auch bestanden gute Kontakte zu Mitgliedern des Königshauses. Es gibt ein Gerücht, dass ihr Großvater mütterlicherseits 1839 die zukünftige Königin Sophie von Württemberg in die Niederlande begleitete und sie dabei auch seiner Enkelin vorstellte. Tatsächlich hatte Van der Chijsin ihrem späteren Leben guten Kontakt zu Königin Sophie.
Bis zu ihrem 14. Lebensjahr besuchte sie die Schule, danach erhielt sie Privatunterricht in Sprachen, Musik und Zeichnen. Außergewöhnlich waren die Reisen, die sie bereits als junges Mädchen mit ihrem Vater unternahm. Danach reiste sie allein, als sie 19 Jahre alt war, besuchte sie ihren Bruder Jan Theodoor (1806–1841?) der zu dieser Zeit in Südafrika lebte. Während ihres Aufenthalts in Südafrika starb ihr Vater und sie kehrte zurück nach Hause. Die nächsten Jahre lebte sie bei ihrer Mutter. Kurze Zeit war sich mit einem Grenadier verlobt, jedoch löste sie diese Verlobung, da er an seiner atheistischen Lebensphilosophie festhielt, wie ihr Bruder in seinem Tagebuch aufschrieb.

## Sozialfürsorge

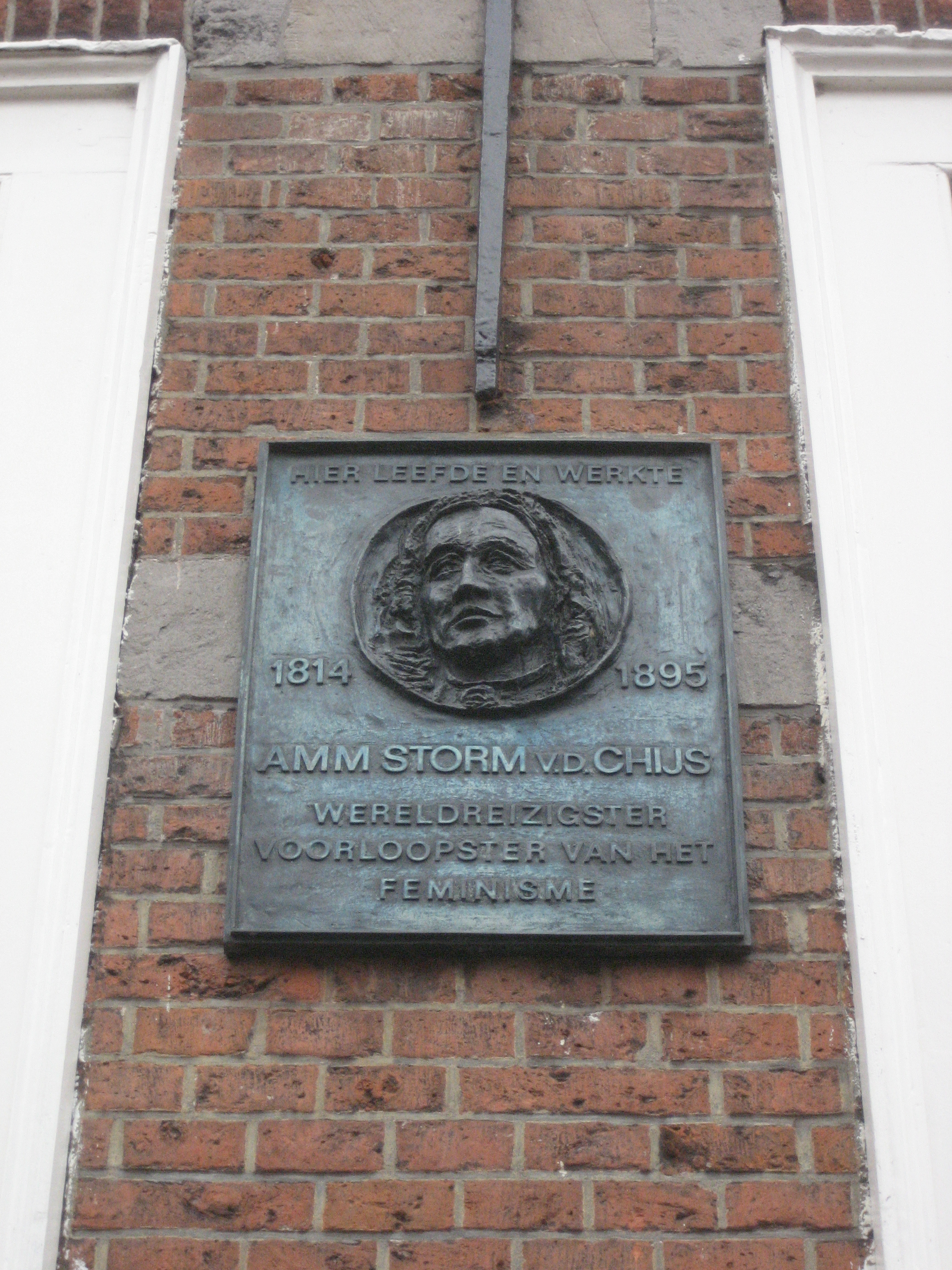
Plakette für Mienette van der Chijs in Delft

Mienette van der Chijs war ein führendes Mitglied des Frauenvereins „Dorcas“ (1833–1920). Dieser sorgte sich um bedürftige Witwen, alleinstehende Frauen und kinderreiche Familien. Unterstützung erhielten sie durch Spenden von Nahrungsmitteln, Kleidung und Brennstoff, aber sie vermittelten auch Näharbeiten an die Frauen, damit sich diese teilweise oder ganz selbst versorgen konnten. Dazu erhob der Verein Mitgliedsbeiträge und mit jährlichen Lotterien wurden weitere Einnahmen erzielt. Preise stellten Familie und Freunde zur Verfügung und auch die Mitglieder des königlichen Hofes stellten dafür Preise zur Verfügung.
Der Verein arbeitete mit den Geistlichen der Reformierten Kirche in Delft zusammen. Vermutlich lernte sie so den Pfarrer Willem Storm kennen. Sie heiratete am 29. Januar 1845 in Delft. Beide waren zu der Zeit nicht mehr jung, Mienette van der Chijs war 30 Jahre alt, Willem Storm 37 Jahre. Nach der Hochzeit zogen sie nach Utrecht, wo Storm arbeitete. Willem Storm starb zwei Monate nach der Hochzeit und Mienette Storm-van der Chijs, die sich nun Witwe Storm nannte, kehrte ins Haus ihrer Mutter nach Delft zurück. Ihre Mutter starb im Folgejahr und Mienette Storm widmete sich wieder ihrer Fürsorgearbeit.
Aus dem Protokollbuch des Vereins geht hervor, dass die Witwe Storm aufgrund ihrer Auslandsaufenthalte nicht immer an den Treffen des Vereins „Dorcas“ teilnehmen konnte, dennoch ergriff sie auch immer die Initiative. So gründete sie 1846 eine Lern- und Arbeitsschule, in der Mädchen aus armen Verhältnissen nach dem Verlassen der Grundschule in Nähen und anderen Haushaltsangelegenheiten unterrichtet wurden. Nach dieser Ausbildung sollten diese Mädchen als Hausangestellte vermittelt werden. Storm-van der Chijs unterstützte diese Schule, indem sie tausend Gulden zu ihrer Gründung spendete. Auch berücksichtigte sie die Schule in ihrem Testament. Die Bildung und Arbeitsmöglichkeiten von Frauen waren auch weiterhin für sie wichtig. Mit kreativen Ideen förderte sie die finanzielle Umsetzung solcher Projekte. Beispielsweise schlug sie 1866 vor, den Erlös aus der jährlichen „Dorcas“-Lotterie zu „kapitalisieren“.

## Weltreisende

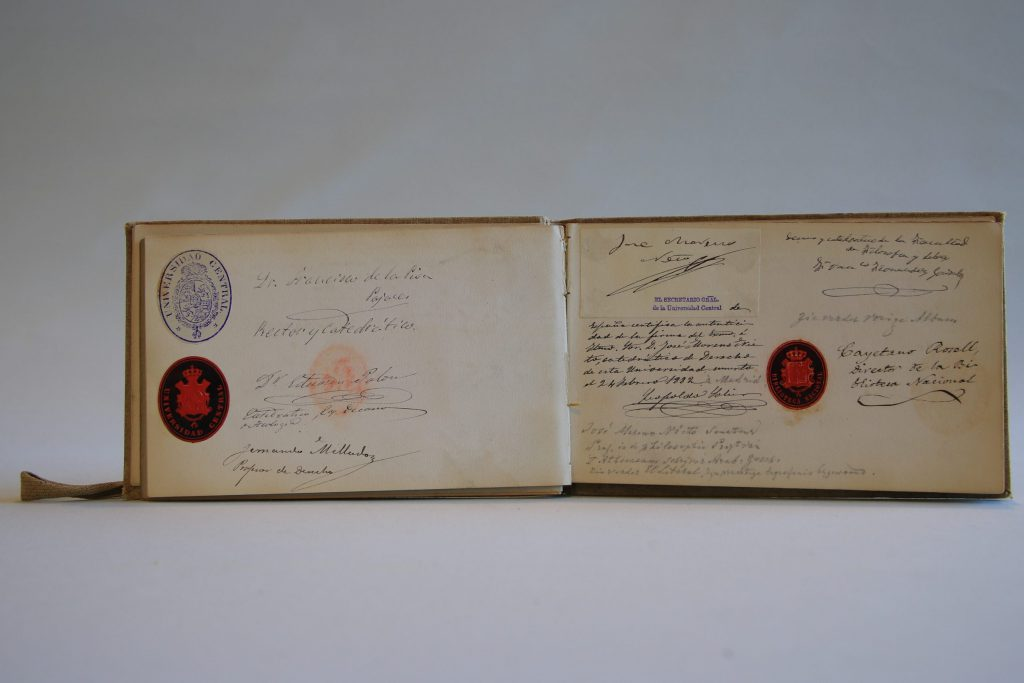
Album ihrer Portugal-Reise

Als Witwe war Mienette Storm-van der Chijs wohlhabend und nach dem Tod ihrer Mutter ungebunden. Dadurch konnte sie erneut auf Reisen gehen. Sie besuchte 1846 zusammen mit ihrem Cousin Jacob mehrere europäische Länder und 1847 reiste sie nach Südafrika. Dort sorgte sie dafür, dass 20 niederländische Waisenkinder sich in einem Dorf ein neues Leben aufbauen konnten. Sie finanzierte die Überfahrt, Unterkunft und Verpflegung der jungen Siedler und stellte Startkapital zur Verfügung, falls sie sich entschieden, sich in Südafrika zu bleiben. Ein ähnliches Projekt plante sie in Tennessee. Dies wurde jedoch im amerikanischen Bürgerkriegs zerstört. Um Einblicke zu gewinnen, reiste sie 1857 zusammen mit ihrer Begleiterin Maria van den Bosch nach Amerika. Diese Reise dauerte insgesamt sechs Jahre. Sie besuchte auch Kanada, Mexiko und 1853 Kuba. Dabei lernte sie Lucretia Mott und andere führende Mitglieder der amerikanischen Frauenbewegung kennen. Sie besuchte das Cooper Institute in New York, welches Tausenden jungen Männern und Frauen eine Berufsausbildung ermöglichte und studierte den Bereich landwirtschaftlicher Produkte. Mit nach Hause nahm sie eine große Pflanzensammlung und sie versuchte einige neue Nutzpflanzen, wie die mexikanische Kartoffel und den Wildreis aus Wisconsin, in den Niederlanden einzuführen.
Ihre nächsten Reisen folgten in den 1870er Jahren, wieder begleitet von Maria van den Bosch. Zudem hatte sie ein Album im Gepäck, in dem die Menschen, denen sie begegnete, unterschrieben. Viele fügten ein Motto, eine Zeichnung oder anderes, wertschätzendes bei. So ist in einem Band, welches sich im Stadtarchiv von Delft befindet, eine Zeichnung von Sarah Bernhardt erhalten geblieben. Viele Türen wurden ihr auch durch ihre guten Kontakte zum niederländischen Hof geöffnet. Die Historikerin Johanna Naber rekonstruierte, dass Storm-van der Chijs bei der Eröffnung des Suezkanals im Jahr 1869 anwesend war. Viele ihrer Alben sind verloren gegangen, aber die erhaltenen geben einen Eindruck von ihren breiten Interessen in den Bereichen Bildung, Wissenschaft, Sozialarbeit und Kunst.

## Späte Jahre und Tod
Um ihr Vermögen kümmerte sich Mienette Storm-van der Chijs selbst. Nach dem Tod ihrer Mutter, im Alter von 31 Jahren und als Witwe verfügte sie über ein großes Erbe. Sie zog aus dem Elternhaus in ein kleineres Haus in Delft und lebte ab 1856 in einer Obergeschosswohnung. Sie besaß mehrere Häuser und eine beträchtliche Menge Aktien und Anleihen. Entgegen den Ratschlägen ihres Bruders Jacob verwaltete sie ihr Vermögen selbst. Es wurde über sie berichtet, dass sie die Börse besuchte, um die Aktienkurse zu verfolgen und aus den Notararchiven von Delft geht hervor, dass sie vor allem in den 1870er Jahren regelmäßig Teile ihrer Immobilien verkaufte. Mit diesen Mitteln finanzierte sie den Bau einer Villa in Scheveningen, die Künstlern Wohn- und Arbeitsraum bieten sollte. Das Projekt scheiterte 1884 an mehreren Rückschlägen. Es gab einen Einbruch in der Villa, die noch nicht versichert war und ihre Lebensgefährtin Maria van den Bosch starb. Durch diese Rückschläge erlitt Mienette Storm-van der Chijs in psychische Probleme. Sie vernachlässigte sich und ihr Leben und so beschloss ihre Familie sie 1885 einweisen zu lassen. Barfuß musste sie zum Sint Joris Gasthuis in Delft laufen. Dort wurde bei ihr „Verfolgungswahn“ diagnostiziert. Jedoch wollte die Familie wohl auch vermeiden, dass sie mit ihrem Geld weiter junge Maler unterstützen wollte. Es wurde zum Zeitpunkt ihrer Aufnahme eine Übersicht über ihr Vermögen erstellt und daraus ging hervor, dass sie über ein Fondspaket mit durchaus risikoreichen Anlagen im Gesamtwert von 232.680 Gulden verfügte. Ihr Bruder Jacob wurde zum Verwalter ihrer Güter bestimmt, nach seinem Tod im Jahr 1888 ging diese Aufgabe auf seinen Sohn Jacob über. Aus der Patientenakte ist bekannt, dass sich Krankheitsbild im Laufe der Jahre nach ihrer Aufnahme nicht wesentlich verändert hat.
Im Herbst 1894 erlitt Storm-van der Chijs einen „Apoplex“, eine Gehirnblutung. Danach ließen ihre Kräfte nach und sie starb am 1. Januar 1895.